# یواس‌اس دیس (اس‌اس‌ان-۶۰۷)
یواس‌اس دیس (اس‌اس‌ان-۶۰۷) (به انگلیسی: USS Dace (SSN-607)) یک زیردریایی بود که طول آن ۲۷۸ فوت ۵ اینچ (۸۴٫۸۶ متر) بود. این زیردریایی در سال ۱۹۶۲ ساخته شد.